# Укрытие (Сенат США)

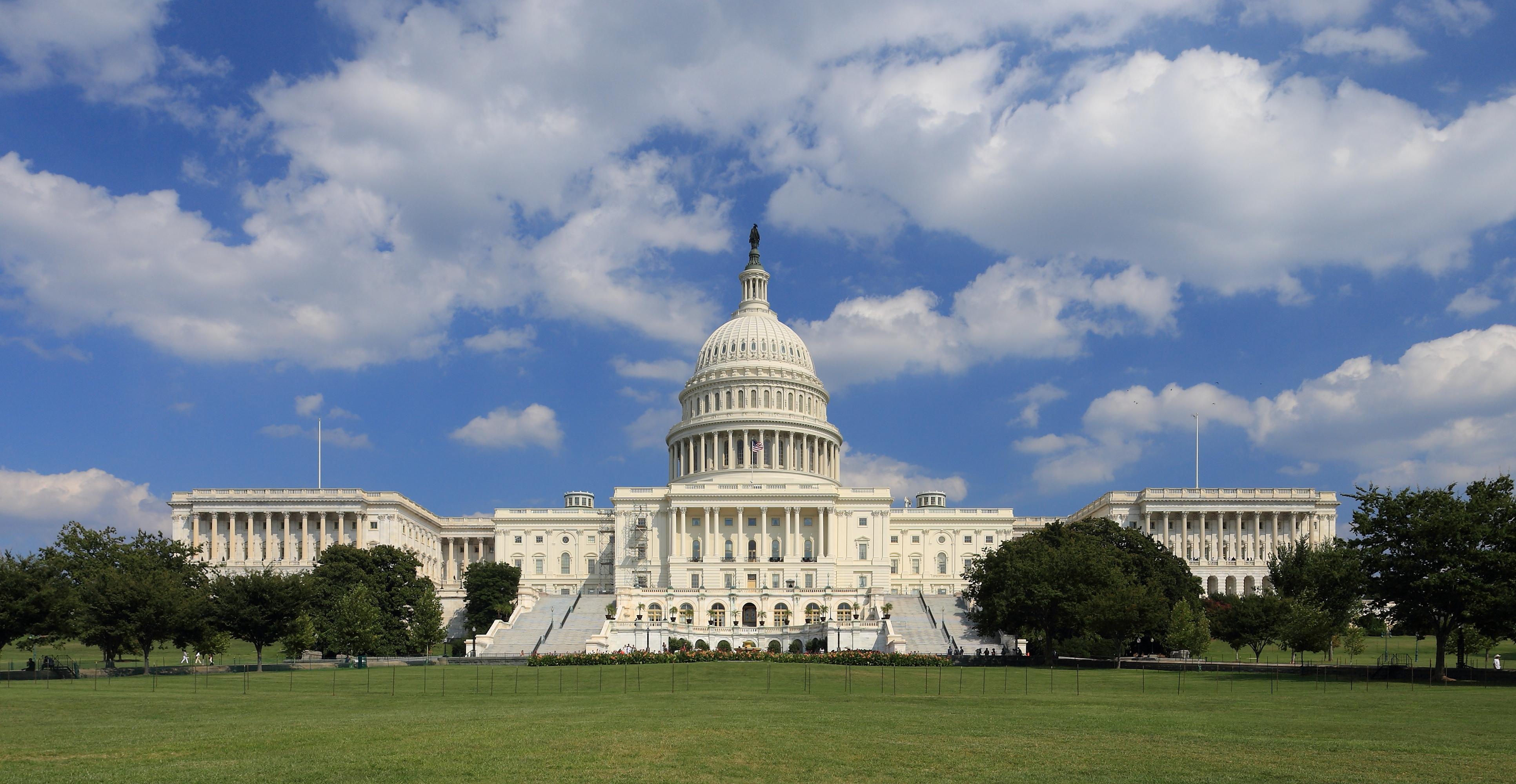
Укрытия — секретные офисы, расположенные в здании Капитолия США.

Укрытие Сената Соединенных Штатов — это около 100 «секретных» офисов в здании Капитолия США, которые используются членами Сената и несколькими высокопоставленными членами Палаты представителей США. Их местонахождение не указано ни в одном официальном справочнике, а их двери помечены только номерами. Укрытие используются сенаторами как личное пространство для подготовки к заседаниям Сената, проведения конфиденциальных встреч, сна и других личных целей. Они варьируются от роскошных и просторных офисов на верхних этажах до небольших тесных помещений в подвале. Укрытия назначаются сенаторам по старшинству. История укрытий начинается с самого раннего заселения Капитолия США в 1800 году. Однако в начале XX века их стало больше.
Члены Сената Соединенных Штатов и их сотрудники имеют офисные помещения в здании Сената США имени Дирксена, офисном здании Сената США имени Рассела, офисном здании Сената США имени Харта в Вашингтоне (федеральный округ Колумбия). Однако в дополнение к этим основным офисам каждому сенатору также выделяется однокомнатный офис в Капитолии Соединенных Штатов, неофициально известный как укрытие.

## История
Когда открылся Капитолий в 1800 году, сенаторам не было предоставлено никакого рабочего места, кроме столов в зале Сената, и поэтому сенаторы стали «заселять» неиспользуемые места по всему комплексу. Открытие офисного здания Сената США имени Рассела в 1909 году и здания Верховного суда США в 1935 году привело к освобождению дополнительных помещений в Капитолии, которые сенаторы быстро начали занимать.

### Расположение и дизайн
Укрытия Сената расположены на всех четырех этажах здания Капитолия, включая цокольный этаж. Многие убежища расположены в местах, которые информагентство «Associated Press» назвала «древними уголками» многовекового Капитолия. Рассказывая об укрытии Барбары Микульски, медиа-организация «Politico» описала его как находящееся в «безымянной комнате, к которой ведут коридоры и лестницы, напоминающие те, которые появляются и исчезают в Хогвартсе». К концу XX-го века было около 75 укрытий, но в 2010 году количество укрытий было увеличено до 100. Укрытия назначаются по принципу старшинства. Высокопоставленным сенаторам достаются просторные помещения. Третий этаж — «Укрытие Кеннеди» — названный так потому, что долгое время его занимал сенатор Эдвард Кеннеди, считается самым роскошным укрытием. Это большое пространство с камином, арочными потолками и потрясающим видом на Национальную аллею. Комната полностью уединенная, но легко можно выйти как в залы Сената, так и в галерею для прессы. Но есть укрытия без окон, расположенные в подвале Капитолия, площадь некоторых не превышает 300 квадратных футов (28 м2). Укрытия, которые освобождаются после поражения на выборах или из-за смерти действующего сенатора, перераспределяются в начале каждого двухлетнего срока полномочий Конгресса.

### Использование
Укрытия используются сенаторами для подготовки к заседаниям Сената, для сна, для проведения частных или конфиденциальных встреч. Сенатор Даниел Уэбстер хранил в своем укрытии частную коллекцию вин. Сенатор Аллен Джозеф Эллендер устроил в своем укрытии кухню, где любил готовить креольские блюда и конфеты с пралине.
Укрытия также использовались сенаторами-мужчинами для частных встреч со своими любовницами. Сенатор Линдон Джонсон имел не менее пяти укрытий, в которых он принимал женщин. Между тем, сенатор Боб Паквуд из Орегона подозревался в сексуальном насилии над женщиной в своем укрытии.

## Секретность
По информации издания «The Hill», процесс распределения укрытий между сенаторами — «секретный». В 2015 году бывший помощник Гарри Рида описал, что «все это делается тайным рукопожатием. Внезапно вам говорят, что у вас есть укрытие, а вот и ключи». В 2011 году журналист спросил Оррина Хэтча о его укрытии, но то сказал, что ему «не разрешено говорить об этом». По данным «Associated Press», ни один из сенаторских офисов, с которыми связались журналисты, не ответил на запросы о предоставлении информации об укрытиях. Расположение укрытий не указано ни в одном официальном справочнике, а их двери отмечены только номером комнаты. В некоторых случаях сотрудники штаба сенатора не знают о местонахождении укрытия своего сенатора.

## Укрытия Палаты представителей
В основном укрытия зарезервированы для сенаторов, но у нескольких высокопоставленных членов Палаты представителей США также есть убежища.

## В популярной культуре
В телесериале «Вице-президент» вымышленный бывший сенатор Селина Мейер пишет, что «…по незапамятному обычаю сенатора никогда не тревожат в его укрытии, кроме как в случае голосования или угрозы взрыва».